# Seymour Lowman

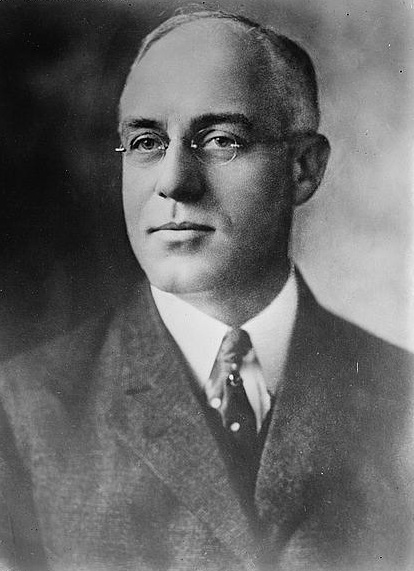
Seymour Lowman

Seymour Lowman (* 7. Oktober 1868 in Chemung, Chemung County, New York; † 13. März 1940) war ein US-amerikanischer Rechtsanwalt und Politiker der republikanischen Partei.

## Leben
Seymour Lowman studierte Jura, bekam seine Zulassung als Anwalt und fing dann in Elmira (New York) an zu praktizieren. Lowman verfolgte auch eine politische Laufbahn. Er war zwischen 1909 und 1910 Mitglied der New York State Assembly. Danach hatte er zwischen 1912 und 1934 den Vorsitz über das Chemung County Republican Committee. Während dieser Zeit war er zwischen 1919 und 1924 Mitglied im Senat von New York. Ferner nahm er in den Jahren 1924 und 1932 an den Republican National Conventions teil.
Zwischen 1925 und 1926 war er Vizegouverneur unter dem demokratischen Gouverneur Alfred E. Smith. Sein Running Mate, George R. Lunn, wurde bei den Gouverneurswahlen von 1924 von Lowman geschlagen. Lowman war der letzte Vizegouverneur von New York, der nicht der Running Mate des gewählten Gouverneurs von New York war. Als Smith 1926 in sein Amt wiedergewählt wurde, erlitt Lowman eine Niederlage gegenüber Edwin Corning.
Lowman war vom 1. August 1927 bis zum Ende der Administration von US-Präsidenten Hoover 1933 stellvertretender Bundesfinanzminister unter Andrew W. Mellon und Ogden L. Mills. Ferner war er ein offenkundiger Befürworter der Durchsetzung der Prohibition. Einen Monat nach seinem Amtsantritt sagte er: „There are many incompetent and crooked men in the service. Bribery is rampant. There are many wolves in sheep's clothing. We are after them… Some days my arm gets tired signing orders of dismissal.“
Nach Ende seiner Amtszeit war er Präsident der Elmira Savings Bank.

## Familie
Seymour Lowman war der Sohn von John Lowman (1832–1884) und Fanny (Bixby) Lowman. Er heiratete am 9. September 1893 Katherine Harding Smith.